# Sugar (2004)
Sugar é um filme canadense independente de drama romântico de 2004, co-escrito e dirigido por John Palmer e estrelado por Andre Noble, Brendan Fehr, Marnie McPhail, Maury Chaykin e Sarah Polley. Seu enredo segue um jovem gay que se apaixona por um traficante de rua em Toronto. É baseado em contos de Bruce LaBruce. Noble, que recebeu fortes críticas por sua atuação no Sugar, morreu poucas semanas após a estréia do filme.

## Elenco
- Andre Noble - Cliff
- Brendan Fehr - Butch
- Haylee Wanstall - Cookie